# Chionaspis floridensis
Chionaspis floridensis är en insektsart som beskrevs av Sadao Takagi 1969. Chionaspis floridensis ingår i släktet Chionaspis och familjen pansarsköldlöss. Inga underarter finns listade i Catalogue of Life.